# میزان رحمان چادهوری
میزان رحمان چادهوری (بنگالی: মিজানুর রহমান চৌধুরী؛ ۱۹ اکتبر ۱۹۲۸ – ۲ فوریهٔ ۲۰۰۶) سیاست‌مدار اهل بنگلادش بود. وی از ۹ ژوئیه ۱۹۸۶ تا ۲۷ مارس ۱۹۸۸ نخست‌وزیر بنگلادش بود.
میزان رحمان چادهوری در ۲ فوریه ۲۰۰۶، در سن ۷۷ سالگی درگذشت.